# Acadêmicos do Engenho da Rainha
Grêmio Recreativo Escola de Samba Acadêmicos do Engenho da Rainha (Engenho da Rainha ou Primeira academia do samba) é uma tradicional escola de samba brasileira da cidade do Rio de Janeiro, com sede no bairro do Engenho da Rainha. Foi fundada em 1º de julho de 1949. Suas cores são o vermelho e o branco.

## História
O primeiro título dessa tradicionalíssima escola de samba foi em 1953, no grupo 2. Depois em 1977, com o enredo "Do milagre da miscigenação ao folguedo do maracatu", no grupo 3. Em 1983, foi campeã do grupo 2A com o enredo "Os alegres pregões do Paço Imperial". A partir daí, fez boas apresentações, fazendo carnavais nem sempre bem entendidos pelos jurados. Por exemplo, o carnaval "Ganga- Zumba raiz da liberdade", de 1986, conseguiu apenas um melancólico 5° lugar (1986).
A escola viveu sua fase áurea na década de 1980 ao disputar o segundo grupo do carnaval carioca. Possuía uma premiada ala de compositores, responsável por três estandartes de melhor samba do Grupo de Acesso em 1985, 1986 e 1990. Entre os seus enredos, destaca-se "Ganga Zumba", reeditado em 2007.
Em 2000, a escola foi rebaixada para os grupos que desfilam fora da Marquês de Sapucaí e até então não mais pisou no Sambódromo.
Em 2009, sagrou-se campeã do antigo Grupo de acesso D com 160 pontos, ao apresentar o enredo Doces lembranças, dos carnavalescos "comissão de carnaval", sendo promovida para o antigo Grupo de acesso C em 2010.
Em 2010, após o retorno ao Grupo RJ-2, a escola apresentou o enredo Na calada da noite, do carnavalesco Carlos Silva, terminando na 11° colocação. Em 2011, ao homenagear a Portela, a Engenho da Rainha acabou rebaixada. Retornou ao terceiro grupo no ano seguinte com uma homenagem à vereadora Verônica Costa, do carnavalesco Diangelo Fernandes. Desde então, tem se mantido no Grupo B.
Após o Carnaval de 2019, foi uma das escolas fundadoras da LIVRES, liga alternativa do Carnaval da Intendente Magalhães. No entanto, em janeiro de 2020, desistiu da empreitada, e juntamente com a União do Parque Curicica e a Caprichosos de Pilares, retornou à LIESB.

## Segmentos

### Presidentes
| Nome                                 | Mandato    | Ref.              |
| ------------------------------------ | ---------- | ----------------- |
| Hércules Corrêa Felix                | 1988       | [ 4 ]             |
| Duarte Sérgio Alonso                 | 1989       | [ 4 ]             |
| José Calderaro                       | 1990-1991  | [ 4 ]             |
| José Antônio                         | 1992-1994  | [ 4 ]             |
| Alice de Jesus Gomes Coelho          | 1995       | [ 4 ]             |
| Luis Fernando Abreu                  | 1996-1998  | [ 4 ]             |
| Hélcio Paim                          | 1999       | [ 4 ]             |
| José Antônio Pires                   | 2004-2007  | [ 4 ]             |
| Luciano de Oliveira Araújo (Picapau) | 2008-2011  | [ 4 ]             |
| José J.S. Junior (Bad Boy)           | 2012-2018  | [ 4 ] [ 5 ]       |
| Paulo Henrique Machado (PH)          | 2018-atual | [ 4 ] [ 5 ] [ 6 ] |

### Intérpretes
| Período         | Intérprete oficial         | Ref.   |
| --------------- | -------------------------- | ------ |
| 1970-1981       | Dirceu                     |        |
| 1982-1984       | Polvinho                   |        |
| 1985-1986       | Nilson Melodia             |        |
| 1987-1988       | César do Vale              |        |
| 1989-1993       | Ciganerey                  | [ 7 ]  |
| 1994            | Antônio Carlos             | [ 8 ]  |
| 1995-1998       | Ciganerey                  | [ 7 ]  |
| 1999            | Jacaré                     |        |
| 2000-2001       | Antônio Carlos             | [ 8 ]  |
| 2002            | Sandro Motta               | [ 9 ]  |
| 2003-2004       | Jacaré                     |        |
| 2005-2013       | Rico Leopoldina            | [ 10 ] |
| 2014            | Thiago Acácio              |        |
| 2015-2016       | Antônio Carlos             | [ 8 ]  |
| 2017            | Lucas Donato Igor Pitta    | [ 11 ] |
| 2018-2019       | Lucas Donato               | [ 11 ] |
| 2020-2022       | Dowglas Diniz              | [ 6 ]  |
| 2023            | Igor Pitta Rafael Faustino |        |
| 2024            | Rafael Faustino Wantuir    |        |
| 2025-atualmente | Thiago Brito               | [ 12 ] |

### Diretores
| Ano  | Diretor de carnaval                          | Diretor de harmonia               | Mestre de bateria         | Ref.   |
| ---- | -------------------------------------------- | --------------------------------- | ------------------------- | ------ |
| 2010 | Carlos Alberto                               | Vandinho                          | Marcio                    | [ 13 ] |
| 2014 | Eddie Murphy                                 | Vandinho e Alexandre Luiz         | Jorge                     |        |
| 2015 | Paulo Brandão                                | Henrique Bianchi                  | Jorge                     |        |
| 2016 | Vinícius Rangel                              | Henrique Bianchi e Alexandre Dias | Laion Arc                 | [ 14 ] |
| 2017 | Carlos Alberto Costa                         | Gilberto e Vandinho               | Laion Arc                 | [ 5 ]  |
| 2018 | Vinícius Rangel, Lia Amoreli e Adriano       | Alexandre Dias                    | Leonardo Jorge            |        |
| 2019 | Vinícius Rangel e Adriano                    | Gilberto Cabeça Rica              | Leonardo Jorge            |        |
| 2020 | Dudu Rodrigues, Ivan Binno e Carlos Ferreira | Gilberto Cabeça Rica              | Leonardo Jorge            | [ 6 ]  |
| 2021 | Alexandre Dias                               | Comissão de Harmonia              | Léo Andrade e Lucas Viana |        |

### Coreógrafos
| Ano       | Nome                       | Ref.   |
| --------- | -------------------------- | ------ |
| 2010      | Dall                       | [ 13 ] |
| 2014      | Amanda Rosa                |        |
| 2015      | Tarcísio Vieira            | [ 15 ] |
| 2016      | Daniel Lack                | [ 14 ] |
| 2017      | Khris Lopes                |        |
| 2018-2019 | Daniel Ferrão e Leo Torres |        |
| 2020      | Rodrigo Avellar            | [ 6 ]  |
| 2021      | Jorge Amarelloh            |        |
| 2024-     | Junior Scapin              |        |

### Casal de Mestre-sala e Porta-bandeira
| Ano  | Nome                             | Ref.   |
| ---- | -------------------------------- | ------ |
| 2010 | Leonardo e Izabela               | [ 13 ] |
| 2014 | Ricardinho e Yasmin              |        |
| 2015 | Fábio Rosas e Mônica Menezes     | [ 14 ] |
| 2016 | Carlos Eduardo e Mônica Menezes  | [ 14 ] |
| 2017 | Diego Jenkins e Mônica Menezes   |        |
| 2018 | Paulo Eric e Mônica Menezes      |        |
| 2019 | Rafael Gomes e Mônica Menezes    |        |
| 2020 | Fábio Rodrigues e Mônica Menezes | [ 6 ]  |
| 2021 | Ewerton Anchieta e Cássia Maria  |        |

### Rainhas de Bateria
| Nome               | Período     | Ref.          |
| ------------------ | ----------- | ------------- |
| Marisa de Oliveira | 2008-2010   | [ 13 ]        |
| Juliana Cristina   | 2011        | [ 16 ] [ 17 ] |
| Paulinha Cruz      | 2012        |               |
| Priscila Oliveira  | 2013-2014   |               |
| Carol Lima         | 2015 - 2016 | [ 18 ]        |
| Ingrid Nascimento  | 2017        |               |
| Lili Tudão         | 2018        |               |
| Escarlet Cristina  | 2019-2020   | [ 6 ]         |

## Carnavais
| Carnavais da Acadêmicos do Engenho da Rainha                                                                          | Carnavais da Acadêmicos do Engenho da Rainha                                                                          | Carnavais da Acadêmicos do Engenho da Rainha                                                                          | Carnavais da Acadêmicos do Engenho da Rainha | Carnavais da Acadêmicos do Engenho da Rainha                                                                          | Carnavais da Acadêmicos do Engenho da Rainha |
| Ano | Colocação | Divisão | Enredo | Carnavalesco | Referências                                  |
| --- | --- | --- | --- | --- | -------------------------------------------- |
| 1950 | 20.º Lugar | FBES | "Glória a Carlos Gomes" | | [ 19 ]                                       |
| 1951 | 15.º Lugar | FBES | "O sonho de um pescador" | | [ 19 ]                                       |
| 1952 | A escola não desfilou                                                                                                 | A escola não desfilou                                                                                                 | A escola não desfilou | A escola não desfilou                                                                                                 |                                              |
| 1953 | Campeã | Grupo 2 | "Glória à música brasileira" | | [ 19 ]                                       |
| 1954 | 17.º Lugar (Rebaixada)                                                                                                | Grupo 1 | "Gigante pela própria natureza" | | [ 19 ]                                       |
| 1955 | 5.º Lugar | Grupo 2 | | | [ 19 ]                                       |
| 1956 | 4.º Lugar | Grupo 2 | "Glória a Carlos Gomes" | | [ 19 ]                                       |
| 1957 | 7.º Lugar | Grupo 2 | "Devaneios de um pescador" | | [ 19 ]                                       |
| 1958 | 14.º Lugar | Grupo 2 | "Relicário histórico" | | [ 19 ]                                       |
| 1959 | 17.º Lugar (Rebaixada)                                                                                                | Grupo 2 | | | [ 19 ]                                       |
| 1960 | 10.º Lugar | Grupo 3 | "Símbolos da pátria" | | [ 19 ]                                       |
| 1961 | 15.º Lugar | Grupo 3 | "Metamorfose carioca" | Sílvio Pedro | [ 19 ]                                       |
| 1962 | 3.º Lugar | Grupo 3 | "No mundo dos sonhos" | | [ 19 ]                                       |
| 1963 | 13.º Lugar | Grupo 3 | "Galeria de monarquistas e republicanos" | | [ 19 ]                                       |
| 1964 | Não foi julgada | Grupo 3 | "Rio IV centenário" | | [ 19 ]                                       |
| 1965 | 19.º Lugar | Grupo 3 | "Rio em três fases" | | [ 19 ]                                       |
| 1966 | 8.º Lugar | Grupo 3 | "O negro na civilização brasileira" | | [ 19 ]                                       |
| 1967 | 11.º Lugar | Grupo 3 | | | [ 19 ]                                       |
| 1968 | 20.º Lugar | Grupo 3 | "Noite de sonho" | | [ 19 ]                                       |
| 1969 | 18.º Lugar | Grupo 3 | "Exaltação a Machado de Assis" | | [ 19 ]                                       |
| 1970 | 10.º Lugar | Grupo 3 | "Exaltação à Bahia" | | [ 19 ]                                       |
| 1971 | 14.º Lugar | Grupo 3 | | | [ 19 ]                                       |
| 1972 | 7.º Lugar | Grupo 3 | "Festas da Bahia" | | [ 19 ]                                       |
| 1973 | 11.º Lugar | Grupo 3 | "Brasil, 150 anos de independência" | | [ 19 ]                                       |
| 1974 | 4.º Lugar | Grupo 3 | "Origem, vida e glória de um sambista" | | [ 19 ]                                       |
| 1975 | 16.º Lugar | Grupo 2 | "O folclore carioca" | | [ 19 ]                                       |
| 1976 | 15.º Lugar (Rebaixada)                                                                                                | Grupo 2 | "Mar em tempo de carnaval" | | [ 19 ]                                       |
| 1977 | Campeã | Grupo 3 | "Do milagre da miscigenação ao folguedo do maracatu" | | [ 19 ]                                       |
| 1978 | 14.º Lugar | Grupo 2 | "Criação do mundo, segundo os Carajás" | Laerte Bastos Miranda                                                                                                 | [ 19 ]                                       |
| 1979 | 13.º Lugar | Grupo 2A | "O carioca" | | [ 19 ]                                       |
| 1980 | 3.º Lugar | Grupo 2A | "O garimpo" | | [ 19 ]                                       |
| 1981 | 4.º Lugar | Grupo 2A | "O curioso mercado de Ver-o-Peso" | | [ 19 ]                                       |
| 1982 | 5.º Lugar | Grupo 2A | "Terra de toda gente" | | [ 19 ]                                       |
| 1983 | Campeã | Grupo 2A | "Os alegres pregões do Paço Imperial" | Edson Silva Mendes | [ 19 ]                                       |
| 1984 | 5.º Lugar | Grupo 1B | "O Tucá Juê" | | [ 19 ]                                       |
| 1985 | 4.º Lugar | Grupo 1B | "Não existe pecado do lado de baixo do Equador" | | [ 19 ]                                       |
| 1986 | 4.º Lugar | Grupo 1B | "Ganga-Zumba - raiz de liberdade" | Elson Mendes | [ 20 ]                                       |
| 1987 | 6.º Lugar | Grupo 2 | "E o Rio amanheceu cantando" | Elson Mendes e Ricardo Ayres                                                                                          | [ 21 ]                                       |
| 1988 | 8.º Lugar | Grupo 2 | "De sete em sete pintando um sete" | Irany Rodrigues |                                              |
| 1989 | 4.º Lugar | Grupo 2 | "Canta Brasil" | José Carlos Guerreiro                                                                                                 |                                              |
| 1990 | 6.º Lugar | Grupo A (segunda divisão)                                                                                             | "Dan, a serpente encantada do Arco-íris" | Ricardo Ayres e Carlinhos de Andrade                                                                                  |                                              |
| 1991 | 6.º Lugar | Grupo A (segunda divisão)                                                                                             | "Meu padrinho Padre Cícero do Juazeiro do Norte, olhai pelo Cariri" | Carlinhos de Andrade e Arthur Alegria                                                                                 |                                              |
| 1992 | 12.º Lugar | Grupo A (segunda divisão)                                                                                             | "Mãe terra: e o homem refez a criação O mito do Engenho da Rainha" | Comissão de Carnaval (Luis Carlos Almeida, Ricardo Macedo e Marcos Santos)                                            |                                              |
| 1993 | 10.º Lugar | Grupo A (segunda divisão)                                                                                             | "Ciranda, cirandinha, vamos todos cirandar" | Jaime Cezário e Luís Almeida                                                                                          |                                              |
| 1994 | 10.º Lugar | Grupo A (segunda divisão)                                                                                             | "Entre festas e fitas" | Jaime Cezário |                                              |
| 1995 | 9.º Lugar | Grupo A (segunda divisão)                                                                                             | "Yolhesman Crisbeles - A república de Ipanema é um desbunde" | Jaime Cezário |                                              |
| 1996 | 8.º Lugar (Rebaixada)                                                                                                 | Grupo A (segunda divisão)                                                                                             | "Anjo azul" (Samba-enredo composto por JB, Bulla, Helio Musquito, Wallace, Edson da Conceição, Klebinho, Dinho e De Minas) | Luis Fernando Abreu                                                                                                   |                                              |
| 1997 | 5.º Lugar | Grupo B (terceira divisão)                                                                                            | "De Buffalo Bill ao cowboy brasileiro, viva o peão boiadeiro" | Luis Fernando Abreu                                                                                                   | [ 22 ]                                       |
| 1998 | 5.º Lugar | Grupo B (terceira divisão)                                                                                            | "Memórias de um Brasil Holandês" | Paulo Menezes |                                              |
| 1999 | 9.º Lugar | Grupo B (terceira divisão)                                                                                            | "De Cabral a Zito, Salve Caxias" | Arialdo Vilaça Russo                                                                                                  |                                              |
| 2000 | 11.º Lugar (Rebaixada)                                                                                                | Grupo B (terceira divisão)                                                                                            | "Nos 500 anos, o Engenho engrossa o caldo e mostra a cana" | Marcello Portella |                                              |
| 2001 | 7.º Lugar | Grupo C (quarta divisão)                                                                                              | "Engenho da Rainha, 51 anos: Uma boa ideia" | Jorge Caribé |                                              |
| 2002 | 4.º Lugar | Grupo C (quarta divisão)                                                                                              | "Sonho de criança, um mundo colorido do reino do faz-de-conta" | Luís Cavalcante |                                              |
| 2003 | 4.º Lugar | Grupo C (quarta divisão)                                                                                              | "Trevas e luz, a eterna luta entre o bem e o mal" | Renato Cabral e Marinaldo Bezerra                                                                                     |                                              |
| 2004 | 3.º Lugar | Grupo C (quarta divisão)                                                                                              | "São amados os Jorges brasileiros" | Marinaldo Bezerra |                                              |
| 2005 | 4.º Lugar | Grupo C (quarta divisão)                                                                                              | "Rosa vermelha, rosa amarela, rosa branca, rosa chá... Até Rosa barroca o carnaval dá" | Ricardo Machado |                                              |
| 2006 | 10.º Lugar | Grupo C (quarta divisão)                                                                                              | "Na terra do samba o Engenho da Rainha faz a sucata virar luxo" (Samba-enredo composto por Haroldo Cesar, Calixto do Cavaco, Vinícius Rangel, JB e Joacy do Nascimento)                                                                      | Sílvio Nascimento | [ 23 ]                                       |
| 2007 | 12.º Lugar (Rebaixada)                                                                                                | Grupo C (quarta divisão)                                                                                              | "Ganga Zumba, raiz da liberdade" (Reedição do enredo de 1986) | Comissão de Carnaval (Denis Sacha, Vinícius Rangel e Luiz)                                                            |                                              |
| 2008 | 6.º Lugar | Grupo D (quinta divisão)                                                                                              | "De braços abertos, o Engenho embala a África no berço esplêndido" (Samba-enredo composto por Paulão Vianna, Dunga, Zé Carlos Vianna, Joaci, Miranda e Jorge)                                                                                | Waldo Rocha e Cláudio Calixto                                                                                         | [ 24 ]                                       |
| 2009 | Campeã | Grupo RJ-3 (quinta divisão)                                                                                           | "Doces lembranças" | ' |                                              |
| 2010 | 11.º Lugar | Grupo RJ-2 (quarta divisão)                                                                                           | "Na calada da noite" (Samba-enredo composto por Jorge Branco, Roney e Célio Cebolinha) | Carlos Silva |                                              |
| 2011 | 12.º Lugar (Rebaixada)                                                                                                | Grupo C (quarta divisão)                                                                                              | "De Paulo da Portela a Nilo Figueiredo. Essa é a história da escola de samba mais brasileira, fazendo o voo com a águia altaneira!" (Samba-enredo composto por Pedro Binho, Binho Sá e João do Peixe)                                        | Wenderson Silva |                                              |
| 2012 | 5.º Lugar | Grupo D (quinta divisão)                                                                                              | "Minha alma canta... O Engenho da Rainha mostra. O orgulho de ser carioca!" (Samba-enredo composto por Xandinho Nocera, André Filosofia, Marquinhos do Engenho, Abacaxi, Nando do Cavaco, Serginho Jabaquara, Diley Machado e Walter Júnior) | Dellauhá Cammpos | [ 25 ]                                       |
| 2013 | 3.º Lugar | Grupo C (quarta divisão)                                                                                              | "Do Rei do Black Music à Rainha da Massa Funkeira... Verônica Costa, sofrida mas guerreira" | Diângelo Fernandes |                                              |
| 2014 | 4.º Lugar | Grupo B (terceira divisão)                                                                                            | "Do velho brejo, a Cidade do Amor... Belford Roxo, rumo a um futuro promissor!" | Diangelo Fernandes e Leandro Mourão                                                                                   | [ 26 ]                                       |
| 2015 | 10.º Lugar | Série B (terceira divisão)                                                                                            | "LáOjúObá, O grande vencedor se ergue além da dor!" | Diangelo Fernandes |                                              |
| 2016 | 12.º Lugar | Série B (terceira divisão)                                                                                            | "Salve, Rainha" | Diangelo Fernandes | [ 27 ]                                       |
| 2017 | 6.º Lugar | Série B (terceira divisão)                                                                                            | "Zé Keti... A voz do morro sou eu mesmo sim senhor" | Diangelo Fernandes | [ 28 ]                                       |
| 2018 | 5.º Lugar | Série B (terceira divisão)                                                                                            | "Deixa Falar: O que é que há? Academia do samba, hoje sou Estácio de Sá" | Rodrigo Marques e Guilherme Diniz                                                                                     | [ 29 ]                                       |
| 2019 | 7.º Lugar | Série B (terceira divisão)                                                                                            | "Matamba, o sonho de uma rainha" | Leo Jesus | [ 30 ]                                       |
| 2020 | 5º.º Lugar | Especial da Intendente (terceira divisão)                                                                             | "De Roliúde ao Sertão: Luz, Câmera, Ação!" Compositores:Jorginho Moreira, Bilico do Ponto, Professor Lacerda, Torres de Pilares, Adriano do Engenho, Darli                                                                                   | Leo Jesus | [ 31 ] [ 6 ]                                 |
| Inicialmente adiados para o mês de julho, os desfiles do Carnaval 2021 foram cancelados devido a pandemia de Covid-19 | Inicialmente adiados para o mês de julho, os desfiles do Carnaval 2021 foram cancelados devido a pandemia de Covid-19 | Inicialmente adiados para o mês de julho, os desfiles do Carnaval 2021 foram cancelados devido a pandemia de Covid-19 | Inicialmente adiados para o mês de julho, os desfiles do Carnaval 2021 foram cancelados devido a pandemia de Covid-19 | Inicialmente adiados para o mês de julho, os desfiles do Carnaval 2021 foram cancelados devido a pandemia de Covid-19 | [ 32 ]                                       |
| 2022 | Campeã | LIVRES (Grupo B) | "Punga, Crioula!" | Leo Jesus | [ 33 ]                                       |
| 2023 | 6.º Lugar | Série Prata (Sexta-feira) (terceira divisão)                                                                          | O Bem, Amado Jorge! Compositores: Myngal, Chacal do Sax, Hugo do Engenho, Felipe Mussili, Matheus Oliveira, Maykon Rodrigues, Raphael Gravino, Mateus Pranto, Gabriel Simões e Dowglas Diniz                                                 | Alexandre Gonçalves e Pauline Abreu                                                                                   | [ 34 ]                                       |
| 2024 | 8.º Lugar | Série Prata (Sexta-feira) (terceira divisão)                                                                          | Rudá, a criação do mundo em um conto de amor | Alexandre Gonçalves e Felipe Midaas                                                                                   | [ 35 ]                                       |
| 2025 | 26.º Lugar | Série Prata (terceira divisão)                                                                                        | Ijexá | Matheus Rodrigues | [ 36 ]                                       |
| 2026 | | Série Prata (terceira divisão)                                                                                        | Santa Rosa: Negro, moderno, plural | Leo Jesus |                                              |

## Títulos
| Títulos da Acadêmicos do Engenho da Rainha | Títulos da Acadêmicos do Engenho da Rainha | Títulos da Acadêmicos do Engenho da Rainha | Títulos da Acadêmicos do Engenho da Rainha | Títulos da Acadêmicos do Engenho da Rainha |
| ------------------------------------------ | ------------------------------------------ | ------------------------------------------ | ------------------------------------------ | ------------------------------------------ |
| Divisão                                    | Divisão                                    | Títulos                                    | Carnavais                                  | Referências                                |
|                                            | LIVRES                                     | 1                                          | 2022                                       |                                            |
|                                            | Segunda Divisão                            | 1                                          | 1953                                       | [ 37 ]                                     |
|                                            | Terceira Divisão                           | 2                                          | 1977 e 1983                                | [ 38 ] [ 39 ]                              |
|                                            | Quinta Divisão                             | 1                                          | 2009                                       | [ 40 ]                                     |

## Premiações
Prêmios recebidos pelo GRES Acadêmicos do Engenho da Rainha.
| Ano  | Prêmio               | Categoria / premiados | Divisão                | Ref.          |
| ---- | -------------------- | --- | ---------------------- | ------------- |
| 1985 | Estandarte de Ouro   | Samba-enredo do Grupo 2 ("Não existe pecado do lado de baixo do Equador" - Compositores: Guará, De Minas e Marco de Lima)                                                    | Grupo 1B               | [ 41 ]        |
| 1986 | Estandarte de Ouro   | Samba-enredo do Grupo 2 ("Ganga-Zumba - raiz de liberdade" - Compositores: Guará, De Minas, Bizil e Jacy Inspiração)                                                         | Grupo 1B               | [ 41 ]        |
| 1990 | Estandarte de Ouro   | Samba-enredo do Grupo 2 ("Dan, a serpente encantada do Arco-íris" - Compositores: Paulinho Poesia, Da Silva, Evaldo, Peneirinha, Marcos da Dona Geralda e Luiz Bady)         | Grupo A                | [ 41 ]        |
| 2004 | Troféu Jorge Lafond  | Samba-enredo ("São amados os Jorges brasileiros") | Grupo C                | [ 42 ]        |
| 2005 | Troféu Jorge Lafond  | Mestre-sala (Leonardo) | Grupo C                | [ 43 ]        |
| 2006 | Troféu Jorge Lafond  | Intérprete (Rico Leopoldina) | Grupo C                | [ 44 ]        |
| 2008 | Troféu Jorge Lafond  | Bateria (Diretor: Mestre Márcio) | Grupo D                | [ 45 ]        |
| 2009 | Troféu Jorge Lafond  | Premiação especial | Grupo RJ-3             | [ 46 ] [ 47 ] |
| 2015 | S@mba-Net            | Samba-enredo ("LáOjúObá: O grande vencedor se ergue além da dor!" - Compositores: Sidney de Pilares, Jorginho Moreira, João do Peixe, Piu das Casinhas e André do Queijeiro) | Grupo B                | [ 48 ] [ 49 ] |
| 2020 | Prêmio Machine       | Carnavalesco (Leo Jesus) | Especial da Intendente |               |
| 2022 | Prêmio Gazeta do Rio | Carnavalesco (Leo Jesus) | Grupo B LIVRES         |               |